# Cò quăm trắng châu Phi
Cò quăm trắng châu Phi (Threskiornis aethiopicus) là một loài chim trong họ Threskiornithidae.
Bộ lông màu trắng trừ phần đầu và phao câu màu đen.

## Hình ảnh

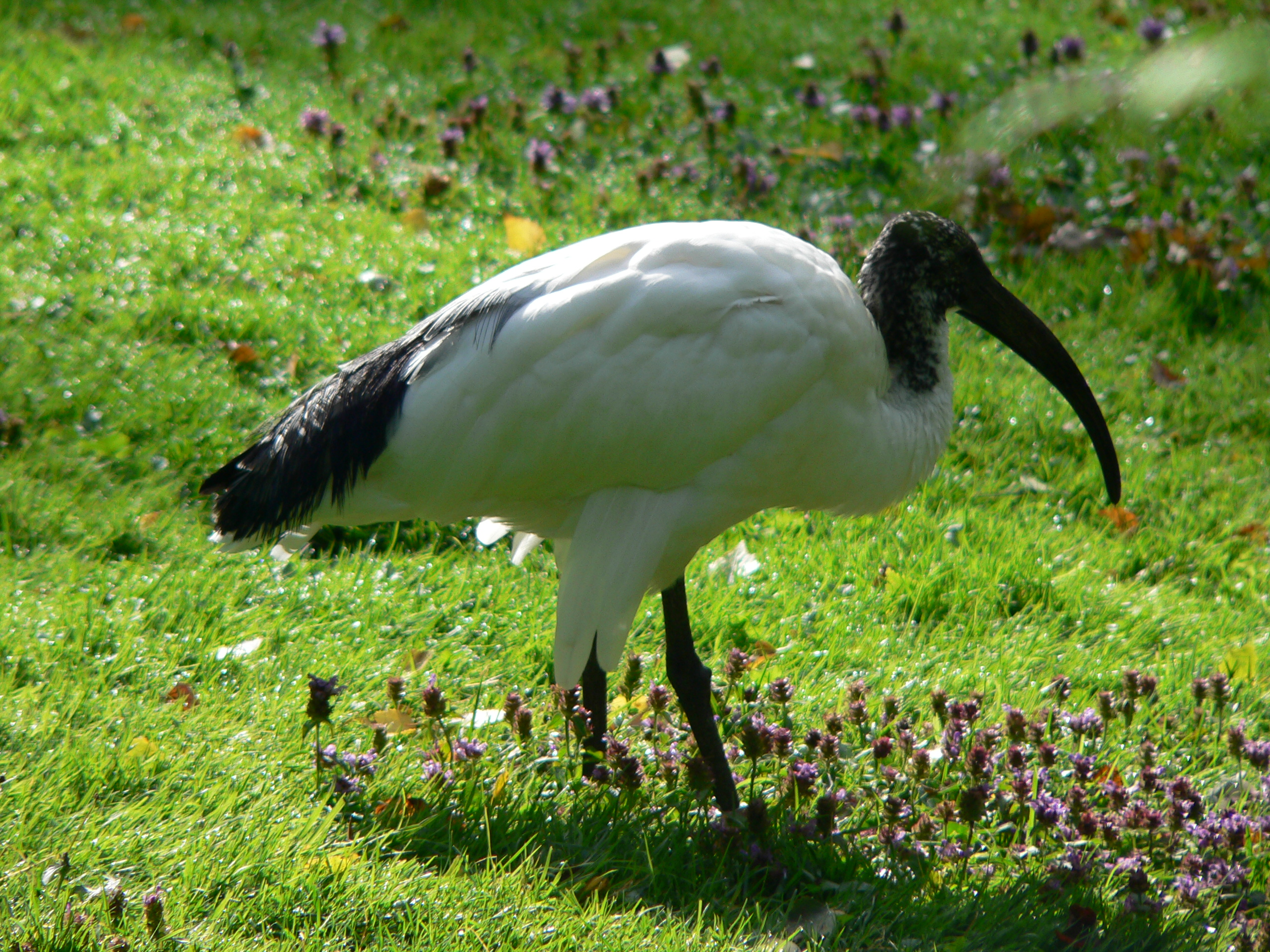
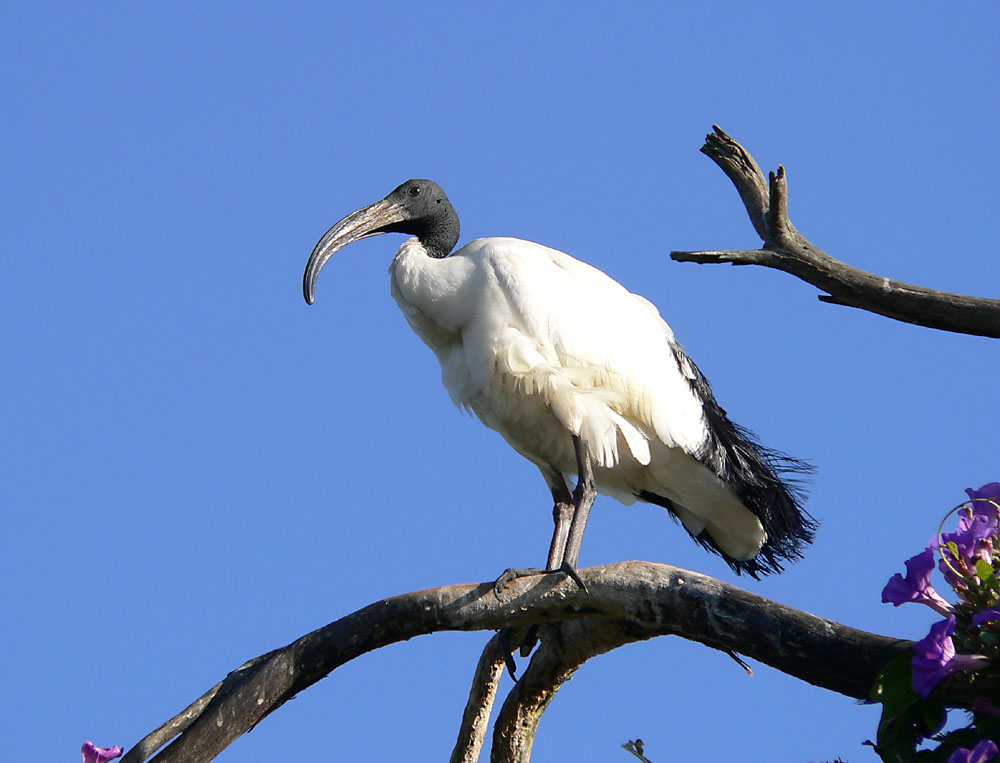
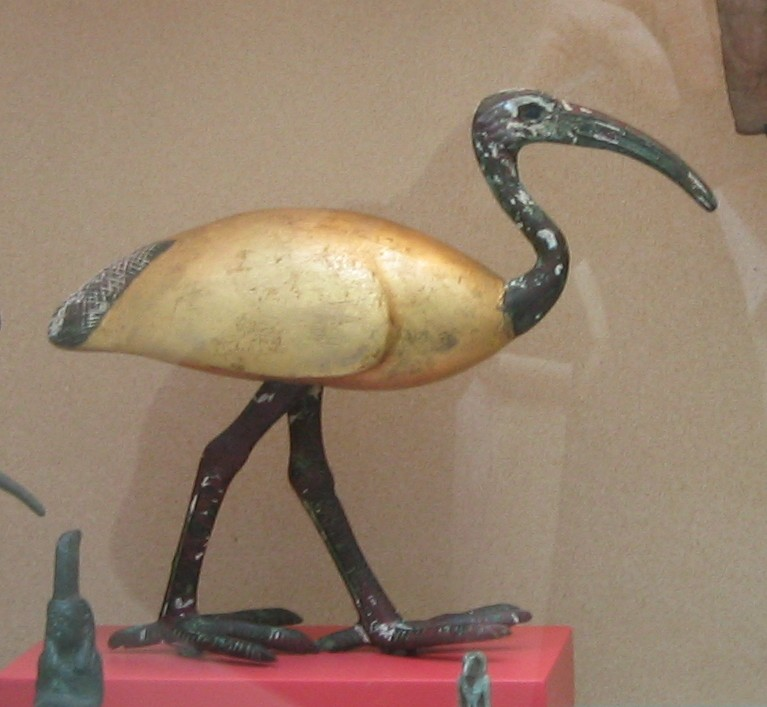
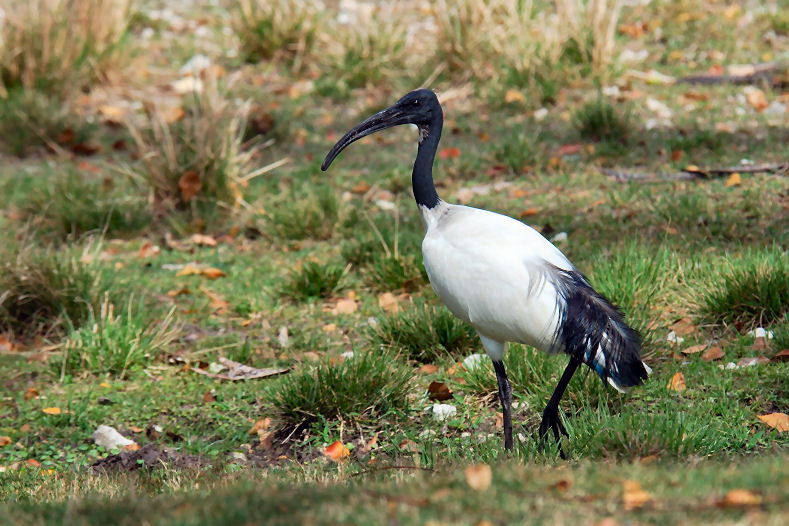
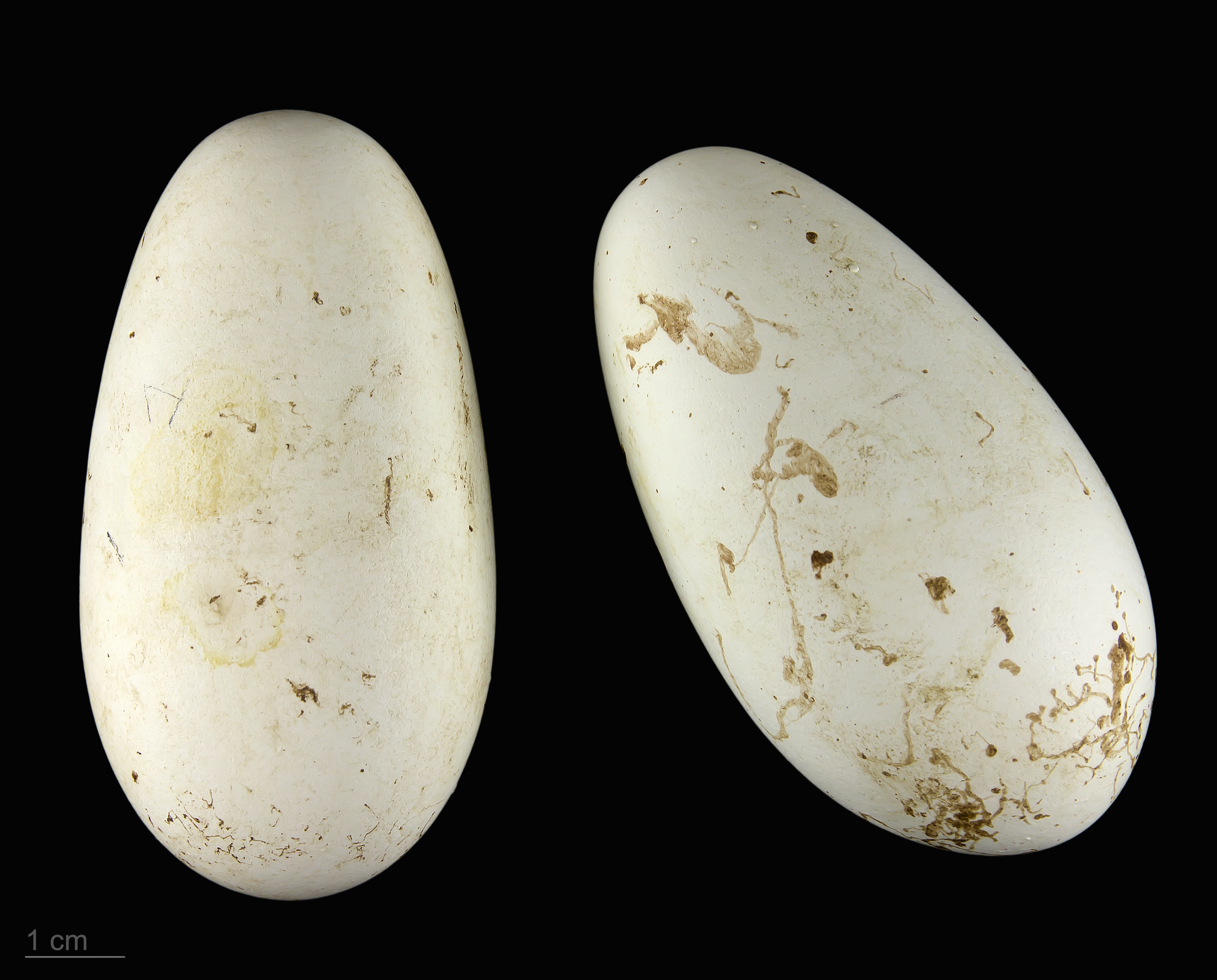
Museum specimen